# 都道府県
都道府県（とどうふけん、英語：prefecture(s)）は、日本の市町村を包括する広域の地方公共団体である「都」「道」「府」「県」の総称。
現在は47都道府県が存在し、その内訳は1都1道2府43県（都：東京都の1、道：北海道の1、府：京都府および大阪府の2、県：それら以外の43）である。
市町村（しちょうそん）とともに普通地方公共団体の一種。

## 概要

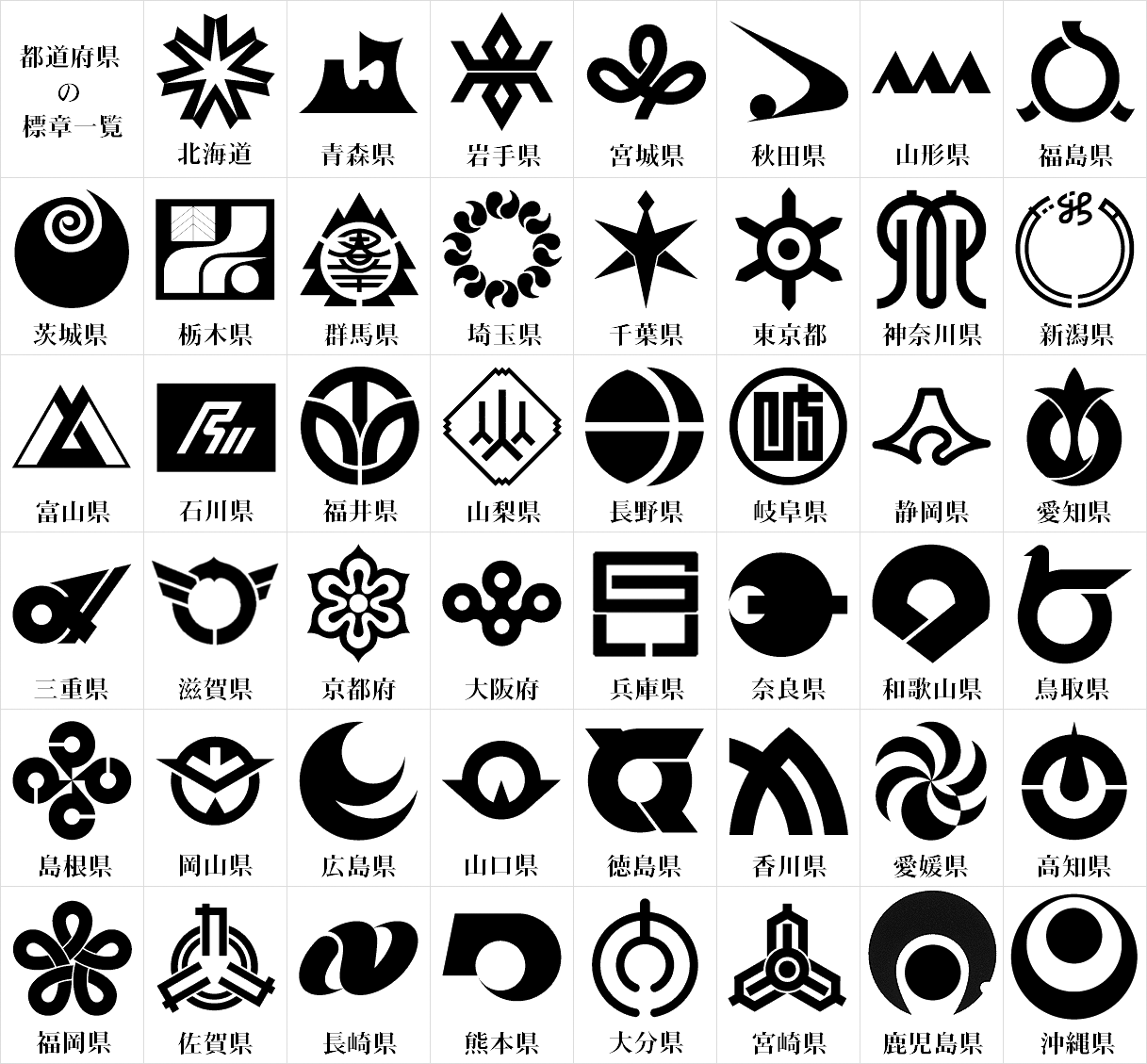
都道府県章

都道府県とは、日本における地方公共団体の一つである。
市町村が「基礎的な地方公共団体」（地方自治法2条4項）とされるのに対して、都道府県は「市町村を包括する広域の地方公共団体」（同条5項）とされ、広域にわたる事務や市町村に関する連絡事務などを処理する。
日本全国は、1724市町村（792市、743町、189村）及び23特別区（東京都区部）にくまなく分けられ、全ての市町村及び特別区は47都道府県（1都、1道、2府、43県）のいずれか一つに包括されている、二段階の地方制度である。
都道府県には、議決機関として議会、執行機関として知事、法律に定めるところにより教育委員会、選挙管理委員会、人事委員会、監査委員、公安委員会、労働委員会、収用委員会、海区漁業調整委員会及び内水面漁場管理委員会を置く。都道府県は自治権を有し、法令に違反しない限り条例及び規則、教育委員会規則及び公安委員会規則等を制定し、地方税を賦課徴収し、分担金、使用料、加入金又は手数料を徴収し、及び過料を科すること、地方債を発行する権能を有する。
都道府県の行政事務の中枢となる組織及び庁舎を都道府県庁（地方自治法上は、都道府県の事務所という。）といい、都道府県の区域内の一の市町村（特別区を含む。以下この概要において同じ。）の区域内（都道府県庁所在地）に設置されている。その市町村の名称は、都道府県の名称と同じ名称の府県もあれば、異なる名称の府県もある（#名称参照）。
1947年（昭和22年）5月3日の日本国憲法施行に合わせて同日に地方自治法も施行され、都道府県と市町村を中心とする地方自治制度が開始した。地方自治法には、統一的な都道府県制度が定められた。ただし、都道府県のうち、都は、特別区に対する一定の調整権限を有することが特徴的である。府県の間には法律上の違いはなく、名称の違いはもっぱら歴史的なものである。道は、地方自治法上は府県と同じ扱いであるが、府県とは若干異なる警察組織を有するほか（警察法46条・51条）、河川法（96条）、道路法（88条）などには道についての特例がある。
日本の都道府県のうち一部をいう場合、道が含まれない場合は「都府県」、都が含まれない場合は「道府県」などという用法もある。

## 歴史

### 明治期の制度改変
江戸時代の幕藩体制の時代には、領国支配・分割統治が行われていたが、明治維新により、段階を経ながら中央集権体制が確立されていった。
1871年（明治4年）の廃藩置県に前後して、順次設置された府・県・庁・都のいずれにおいても、内務省によって任命された官選知事が行政を司り、国の地方行政機関として位置付けられていた。一方、それぞれに民選議会が設置されており、ある程度の地方自治が存在した。

#### 府県
1868年（慶応4年・明治元年）、江戸幕府の直轄領（幕領・旗本の領地）が明治政府の直轄領になった。政府は三都（江戸・大坂・京）や、開港5港などを管轄する重要地域を府とし、それ以外を県として、府に「知府事」が、県に「知県事」が置かれた。藩はそのまま大名（諸侯）が治めた。
1869年9月1日（明治2年7月25日）、かねてより諸侯から出されていた版籍奉還の願い出を受け入れ、諸侯を代替わりさせた上で知藩事として引き続き各藩の統治を任せた（廃止された藩もある）。
この時点で、諸侯は領地と領民に対する統治権を全て天皇に奉還したことになっているものの、実質的な地方支配体制は、幕藩体制の江戸幕府の地位を明治政府が引継ぎ大名の役名や任地などの名称が変更されただけであり、府藩県三治制と呼ばれる（府県のみ直轄）。
1869年9月29日（明治2年8月24日）の太政官布告によって、京都府・東京府・大阪府以外は全て県と称することが決まり、前後して他の府（神奈川府・新潟府・越後府・甲斐府・度会府・奈良府・箱館府・長崎府）が県に名称変更した。
1871年8月29日（明治4年7月14日）に行われた廃藩置県により、藩は県となって、全国が明治政府の直轄となった。結果的に、1使（開拓使）3府（東京府・京都府・大阪府）302県となる。この時点では江戸時代の藩や天領の境界をほぼそのまま踏襲したものであったため、飛び地が全国各地に見られ、府県行政に支障を来たしていた。同年12月にはこれを整理合併（第1次府県統合）し、1使3府72県となった。
1876年（明治9年）に県の大規模合併（第2次府県統合）が行われて37府県まで減ったが、各地で分割運動が起こった結果、1庁（北海道庁）3府（東京府・京都府・大阪府）43県となった。この時期には、1878年（明治11年）の地方三新法制定や、1889年（明治22年）から1890年（明治23年）にかけての市制・町村制・郡制・府県制の制定など、地方制度の整備が試行錯誤的に進められている。1888年（明治21年）の香川県分立以降、県の合併・分割は一切行われず、1943年（昭和18年）に正式に内地編入された樺太庁が追加されたほか、同年、東京府が東京都となり現在に至っている（終戦時、1都（東京都）2庁（北海道庁・樺太庁）2府（京都府・大阪府）43県）。

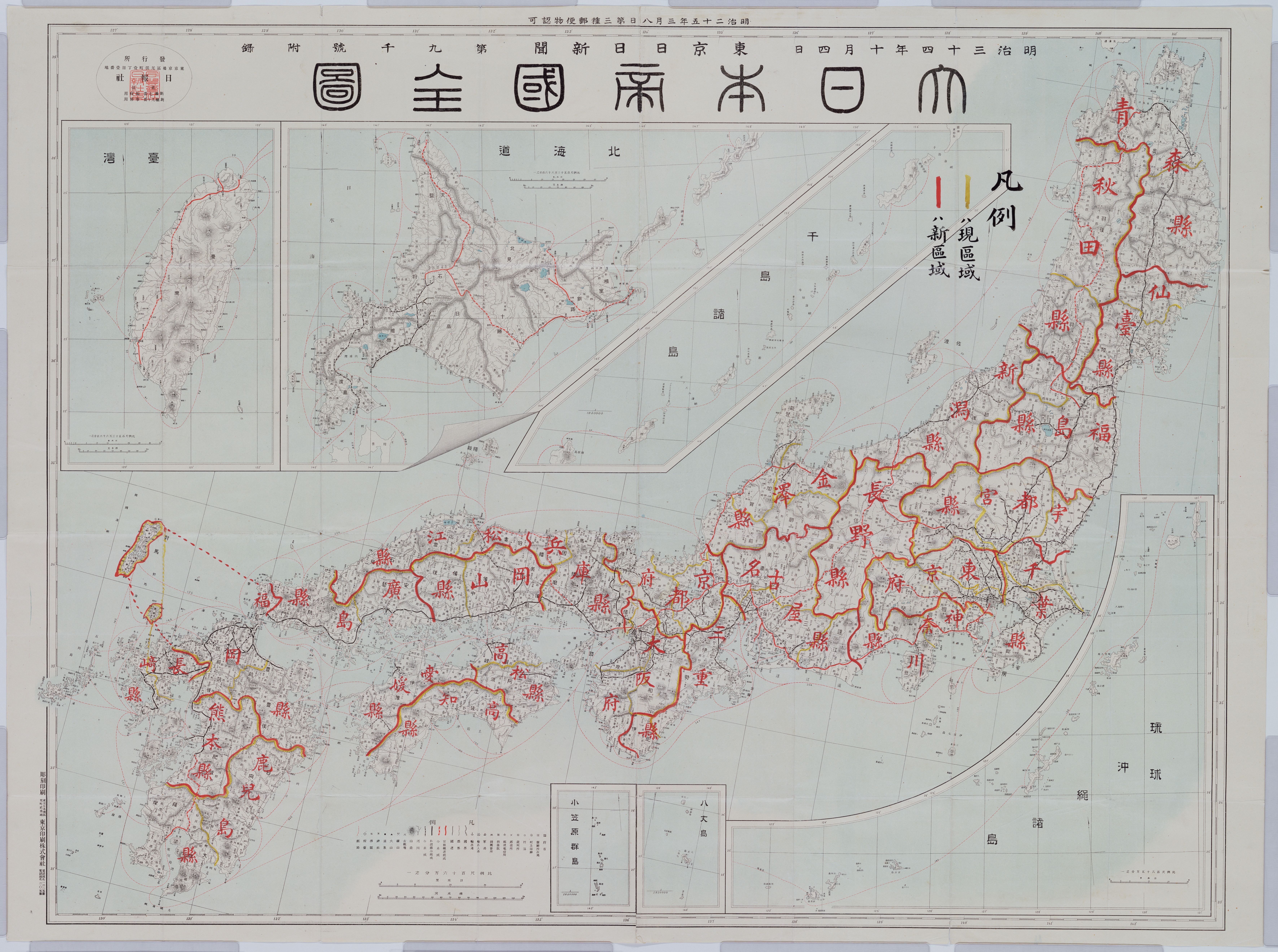
府県廃置法律案に基づく28道府県の構想図。赤線が新たな府県境、黄線が従来の府県境を表す。

なお、1902年（明治35年）、内務省は47道府県から19県を廃止して28道府県に統合する内容の「府県廃置法律案」を計画していた。1903年（明治36年）11月には第一次桂太郎内閣により閣議決定され、翌1904年（明治37年）4月をもって施行される予定であった。しかし同年12月の衆議院の解散や1904年2月の日露戦争勃発により議会への提出には至らず、結局成立しなかった。
廃藩置県後、県の長官は「知県事」から「県令」と改称され、京都府・東京府・大阪府など府の長官は「知府事」から「知事」と改称された。1886年（明治19年）以後は、両者とも「知事」と呼ばれた。府知事や県令（県知事）は、内務省から派遣される官僚であった。一方で、1878年（明治11年）に制定された地方三新法の1つである府県会規則（北海道には適用されなかった）によって府県会が置かれることになり、地方自治の主体としての性格も併せ持った。
1889年（明治22年）に市制が始まるが、市を代表するのは市会であり、現在のように市長ではなかった。ただし、「県」下の市には「市会推薦市長」が存在したのに対し、「府」下の市（東京市・京都市・大阪市）には市長は存在せず、府知事がその役を兼務した。これら3市では、1898年（明治31年）10月になって初めて市長が生まれた。
国の地方行政官庁としての府県は、勅令である「地方官官制」によって、地方自治体としては法律である「府県制」（明治23年 法律第35号：明治32年、法律第64号で全面改正）によって規定されている。
沖縄県は、「県」が設置される経緯が、他の42県と異なっている。

#### 庁
「北海道」という呼称は、1869年（明治2年）7月の開拓使設置と同年、「松前地」および「蝦夷地」と呼ばれた地域を改称し、北海道11国86郡を制定したのに始まる。これは律令制の下で68の国を五畿七道に区分した用法と整合する。渡島国の一部については廃藩置県で成立した館県が弘前県に吸収・青森県の一部となっていたが後に開拓使に移管。1882年（明治15年）に開拓使が廃止されて道内を三分する函館県・札幌県・根室県の3県が設置されたが、1886年（明治19年）に廃止され「北海道庁」が設置された。
当時、北海道庁の管轄域を「北海道」と呼んだが、「北海道」は単なる地域呼称・地方名であり、現在のような「道」という自治体名ではない（内地編入された樺太における樺太庁の命名法と共通する）。従って、地方行政官庁として他の府県と並列するときには「庁府県」という表現が用いられた。
北海道庁官制（明治19年 勅令第83号（後に全面改正））によって北海道庁長官を他府県の知事に当たる官職とした。1901年（明治34年）、北海道会法（明治34年 法律第2号）および北海道地方費法（明治34年 法律第3号）が公布されて議会が設置され、「北海道地方費」という名称の法人格を持つ地方自治体となった。なお、北海道会は府県会と比べて議会の権限は狭かった。その後、樺太（共通法1条2項では内地に含まれた）における法令上の特例が廃止され、新たに樺太庁が正式に加わり2庁となった。

### 昭和期の制度改変

#### 都
第二次世界大戦中の1943年（昭和18年）7月1日、東京都制（昭和18年法律第89号）の施行により、東京市は東京府に吸収され「東京都」となり、市制と自治権を剥奪された。東京都官制（昭和18年勅令第504号）により「東京都長官」が長とされ、東京都を設置した内務官僚である大達茂雄が、その初代長官に任命された。
東京都制によって都議会が設置され、旧・東京市内の各区にも区会が置かれたが、特に区部に対する国の統制は強力だった。

#### 道府県
戦後、1946年（昭和21年）9月の府県制改正により、北海道会法と北海道地方費法が廃止されて府県制に統合され、同法は道府県制と改題された。この改正法の附則の規定により従来北海道地方費と呼んできた自治体を「道」と呼ぶものとされた。
1947年（昭和22年）5月3日の地方自治法施行とともに、北海道庁官制も廃止され、地方行政官庁であった北海道庁も、普通地方公共団体の一つである「北海道」となった。

### 地方自治法施行以後

#### 都道府県
1947年（昭和22年）4月、日本国憲法第92条で予定された法律として地方自治法が公布された。この中で都道府県は、以前の「中央政府の下部機関」という立場ではなく、市町村と同様の「普通地方公共団体」に位置づけられ、議会議員のみならず知事も選挙によって選ばれることになった。ただし、1947年（昭和22年）4月に実施された最初の知事公選はまだ成立していなかった地方自治法ではなく、前述の府県制（道府県制）・東京都制改正で地方長官について公選制が導入されたことを根拠に行われた。この時点で、1都（東京都）1道（北海道）2府（京都府・大阪府）42県。その後、1972年（昭和47年）にアメリカから返還された沖縄に沖縄県が置かれ、再び43県となっている。
都道府県知事が公選となる一方で、戦前に起源を持つ機関委任事務制度は2000年（平成12年）に廃止されるまで長く存続した。都道府県は、普通地方公共団体として市町村と対等であるが、都道府県は市町村を包括する広域の地方公共団体として、広域にわたるもの、市町村に関する連絡調整に関するもの及びその規模又は性質において一般の市町村が処理することが適当でないと認められるものを処理する（地方自治法（第2条第5項））。
しかし、「都・道・府・県」という「単位」の定義が地方自治法には明記されておらず、現在の都道府県名は同法第3条第1項の「地方公共団体の名称は、従来の名称による」という規定に基づいて使われている。ただし、「都」については単なる名称ではなく、「道府県」とは異なる性格を有する。すなわち、地方自治法上、「都」の「区」は「特別区」とされており（地方自治法281条1項）、「道府県」とは異なる取扱いである。なお、道府県であっても大都市地域における特別区の設置に関する法律に基づき特別区を設置することは可能であり、特別区を包括する道府県は、地方自治法その他の法令の規定の適用については、原則として「都」とみなされる（同法10条）。ただし法令上、「都」とみなされるだけであって、名称を変更するための法律が制定されない限り、自動的に名称が変更されることはない。

#### 沖縄県
沖縄県は1945年（昭和20年）から（正式にはサンフランシスコ講和条約が発効した1952年（昭和27年）4月28日から）1972年（昭和47年）のアメリカによる占領下では、日本の統治下になかったため、この時期における沖縄の扱いは微妙であり、国会では「琉球政府」、「南西諸島」などの呼称が使用され、都道府県の数では「1都1道2府42県」の「46都道府県」などと数えられ、沖縄は県の数として含められていない。
沖縄復帰を前に制定された「沖縄の復帰に伴う特別措置に関する法律」では、かつての沖縄県が「地方自治法に定める県として存続する」ものとされた。

#### 樺太庁
樺太庁が法令上廃止されるのは、1949年6月1日に国家行政組織法が施行されたことによるものであるが、日本の統治下でなくなった1945年の時点で事実上消滅している。

#### 都道府県数の推移と略年表
| 年月日 | 総数・内訳※        | 備考                                                                  | 制度                                 |
| --- | ------------------ | --------------------------------------------------------------------- | ------------------------------------ |
| 1868年8月2日 (慶応4年6月14日) | – (2府)            | 最初の府県として箱館府、京都府設置。 以降、政府直轄地が順次府県となる | 府藩県三治制                         |
| |                    |                                                                       | 府藩県三治制                         |
| 1869年8月15日 (明治2年7月8日) | –                  | （開拓使設置）                                                        | 府藩県三治制                         |
| |                    |                                                                       | 府藩県三治制                         |
| 1871年8月29日 (明治4年7月14日) | 305 (3府302県)     | 廃藩置県。北海道の一部を除く国内全域が府県となる                      | 廃藩置県および 府県統合による 移行期 |
| |                    |                                                                       | 廃藩置県および 府県統合による 移行期 |
| 1872年1月2日 (明治4年11月22日) | 75 (3府72県)       | 第一次府県統合終了時点                                                | 廃藩置県および 府県統合による 移行期 |
| |                    |                                                                       | 廃藩置県および 府県統合による 移行期 |
| 1875年12月20日 | 62 (3府59県)       | 第二次府県統合前                                                      | 廃藩置県および 府県統合による 移行期 |
| |                    |                                                                       | 廃藩置県および 府県統合による 移行期 |
| 1876年8月21日 | 38 (3府35県)       | 第二次府県統合終了時点。廃藩置県後では最少の府県数                    | 廃藩置県および 府県統合による 移行期 |
| 1879年4月4日 | 39 (3府36県)       | 沖縄県設置                                                            | 廃藩置県および 府県統合による 移行期 |
| 1880年3月2日 | 40 (3府37県)       | 徳島県分立                                                            | 廃藩置県および 府県統合による 移行期 |
| 1881年2月7日 | 40 (3府37県)       | 堺県編入、福井県分立                                                  | 廃藩置県および 府県統合による 移行期 |
| 1881年9月12日 | 41 (3府38県)       | 鳥取県分立                                                            | 廃藩置県および 府県統合による 移行期 |
| 1882年2月8日 | 44 (3府41県)       | 開拓使を3つの県に移行                                                 | 廃藩置県および 府県統合による 移行期 |
| 1883年5月9日 | 47 (3府44県)       | 富山県、佐賀県、宮崎県分立                                            | 廃藩置県および 府県統合による 移行期 |
| 1886年1月26日 | 45 (3府41県1庁)    | 3つの県を北海道庁に移行                                               | 廃藩置県および 府県統合による 移行期 |
| 1887年11月4日 | 46 (3府42県1庁)    | 奈良県分立                                                            | 廃藩置県および 府県統合による 移行期 |
| 1888年12月3日 | 47 (3府43県1庁)    | 香川県分立                                                            | 廃藩置県および 府県統合による 移行期 |
| 1891年7月1日 - 1899年7月1日 | 同上               | 府県制が順次施行、北海道と沖縄を除く3府42県が「自治体」となる         | 府県制                               |
| 1901年 | 同上               | 北海道庁に北海道会法・北海道地方費法施行 ※自治体格となる              | 府県制                               |
| 1909年4月1日 | 同上               | 沖縄県に府県制施行                                                    | 府県制                               |
| 1943年1月20日 | 48 (3府43県2庁)    | （樺太庁の内地編入を閣議決定）                                        | 府県制                               |
| 1943年7月1日 | 48 (1都2府43県2庁) | 東京府を東京都に移行                                                  | 府県制                               |
| 1945年 | 46 (1都2府42県1庁) | 沖縄県がアメリカ施政下に入る。樺太がソビエト連邦施政下に入る。        | 府県制                               |
| 1946年11月15日 | 46 (1都1道2府42県) | 府県制改正法の施行により北海道庁が北海道に移行                        | 府県制                               |
| 1947年5月3日 | 同上               | 地方自治法施行により都道府県が「普通地方公共団体」となる              | 地方自治法下                         |
| 1972年5月15日 | 47 (1都1道2府43県) | 沖縄返還により沖縄県が復帰                                            | 地方自治法下                         |
| 現在 | 同上               | –                                                                     | 地方自治法下                         |
| ※総数の推移についての注意：沖縄は1879年まで、北海道は1882年まで算入していない。 ※開拓使、戦前の外地は除いた。樺太庁を含まない場合、1943年1月20日から1945年まで総数47となる。 |                    |                                                                       |                                      |

## 制度

### 議決機関
- 議会 - 事務局

### 都道府県に納める税
- 都道府県民税
- 事業税
- 自動車税
- 自動車取得税
- 固定資産税 (都のみ課税（23区内で）

- 地方消費税
- 不動産取得税
- 軽油引取税
- 都道府県たばこ税

- ゴルフ場利用税
- 鉱区税
- 狩猟税

## 廃置分合
都道府県を合併したり、新しく都道府県を設置したりすることを「廃置分合」といい、次のように分けられる。
- 複数の都道府県を廃止して、新たに都道府県を設置する（合体）。
- 一の都道府県を廃止して、その区域を他の都道府県の区域とする（編入）。
- 一の都道府県を廃止して、その区域に複数の都道府県を設置する（分割）。
- 都道府県の区域の一部を分けて、都道府県を新設する（分立）。

廃置分合については、都道府県の設置・廃止を伴わずに区域のみを変更する「境界変更」（市町村の所属都道府県の転属を含む）と併せて、地方自治法第6条及び第6条の2に規定されている。

### 廃置分合の原則的な手続き
法律による（第6条第1項）。この法律は、憲法95条に定める「一の地方公共団体のみに適用される特別法」（地方自治特別法）であると解されるので、関係都道府県において住民投票を行い、それぞれ過半数の賛成を得なければ効力を生じない（詳細な規定は地方自治法第261条・第262条）。

### 合体と編入の例外
平成16年法律第57号による改正で、簡略な方法による合体・編入の手続きが新設された。
- 複数の都道府県を廃止して、その区域全部に新しい都道府県を設置するとき
- 一の都道府県を廃止して、その区域全部を他の一の都道府県の区域とするとき

に限って、
- 関係都道府県の議会の議決により申請し、
- 国会の承認を経て内閣が定める。

という手続きによることができるようにしたものである（地方自治法第6条の2）。
これは、長野県山口村が岐阜県中津川市に編入する際に、都道府県にまたがる市町村の合体（新設合併）には法律の制定が必要なこと（後述）がクローズアップされたことや、道州制導入の前段としての自主的な都道府県合併を促す必要があるとの趣旨で設けられたものである。

### 廃置分合と知事・議会議員
- 合体の場合、関係都道府県の知事と議会議員は失職し、新しく設置された都道府県で知事選挙と議員選挙が実施される。
- 編入の場合、編入された都道府県の知事と議員は失職するが、編入をした都道府県の知事と議員は失職しない。
- 分割の場合、廃止される都道府県の知事と議員は失職し、分割後に新しく設置された都道府県で知事選挙と議員選挙が実施される。
- 分立の場合、分離前の都道府県の知事と議員は失職せず、分離されて新しく設置された都道府県で知事選挙と議員選挙が実施される。

### 境界変更
都道府県の境界変更も、廃置分合と同じく法律（地方自治特別法）によることを原則とするが、次のような場合は「自ら変更する」こととなっている（地方自治法第6条第2項）。
- 都道府県の境界でもある市町村の境界に変更があったとき
- 都道府県の境界にわたって市町村の設置があったとき

この2つの場合においては、関係する市町村・都道府県が、それぞれ議会の議決を経て申請し、総務大臣が定めることとなる（第7条第3項）。
- 従来地方公共団体の区域に属しなかった地域を市町村の区域に編入したとき

市町村の境界変更と同じく、市町村の区域に変更があったことに伴う変更であるからである。

### 所属都道府県の変更
一の市町村又は一の郡の全体が他の都道府県に編入されるときも、都道府県の境界変更であり、法律によることとなる（昭和25年9月9日付け）。

### 都道府県にまたがる市町村の合体
異なる都道府県に所属する市町村が廃止され、その区域に市町村が設置される場合は、関係する市町村・都道府県が、それぞれ議会の議決を経て申請し、総務大臣が定める（第7条第3項）。
従来、都道府県の境界を越える市町村の合体（複数の市町村を廃止して、その区域に新たに市町村を設置すること）にも、第6条第1項により、新たに制定される法律によるものとされていた（昭和28年6月29日付け 自行行発第195号）。
そのためもあり、2005年（平成17年）の長野県山口村と岐阜県中津川市との合併は、中津川市への編入という形をとることになった。それを契機として、平成16年法律第57号による改正により、都道府県の境界にわたる市町村の境界変更の手続きと同様の簡易な手続きによることとされた。

### 過去に分割論があった地域
1876年（明治9年）に大規模合併が実施された県では分割運動が起こって再度分割された県も存在するが、1888年（明治21年）末に香川県が愛媛県から分立されて以来、都道府県の分割又は分立は実施されていない。都道府県の分割を求める声は散見されるが、結局は具体的な動きにはならず現在に至る。
ここでは、市町村長や都道府県知事が県の分割や分離を示唆していた都道府県を挙げる。
北海道
北海道は、九州7県や東北6県よりも広大だが、北海道知事は一人しかいない。「知事一人では広大な北海道の地域の課題に目が行き届かない」「県庁と市町村の距離が短くなり、地域の実情に合った弾力的な行政対応ができる」として、複数の県に分割する構想が出ていた。2016年（平成28年）1月7日の毎日新聞で、北海道議会の「自民党・道民会議」が私的機関「北海道分県研究会」を設立し、道を複数の県に分ける「分県」案についての議論を開始したと報じられた。8月10日の北海道新聞で、同研究会のまとめた報告書の素案が報じられ、「北海道分県研究会」会長の喜多龍一道議が内容を公表している。研究会では、病院・診療所などの医療機関や大学・短大など教育機関の約4割が札幌市にあるなど、経済・行政・文化的機能が一極集中している現状を改善することを目指していた。研究会の参加メンバーからは、北海道新幹線を九州新幹線と比較すると、九州では知事7人が連携したためすぐ伸びたとの分析があり、北海道新幹線がなかなか伸びないのは、知事が1人だけしかいないせいではないかという意見も出ており、発言力の弱さが指摘されている。研究会会長の喜多龍一道議は、「九州には７人の知事、県議会議長、経済団体トップがいる。まとまって動いた時のパワーを想像してもらいたい」と述べており、分県によって知事・県議会議長・経済団体トップが増えることで、北海道の全国的な存在感が高まるということがあった。
当初は「札幌県、函館県、釧路県、旭川県」の4分割案と「道南県、道央県、道北県、オホーツク県、十勝県、釧路・根室県」の6分割案が出ていたが、「県の自立力保持」の観点から難しいと判断された。共同通信の報道によると、研究会は、2016年11月11日、「道央県・道南県、道北県、道東県」の3分割案（必ずしも振興局単位の分県になるとは限らない）と「道東県とそれ以外」の東西2分割案を盛り込んだ報告書を高橋はるみ知事（当時）に提出した。分県には住民投票で道民の過半数の同意を得て、特別法を制定する必要がある。かつて北海道では、1882年（明治15年）2月8日の開拓使廃止から1886年（明治19年）1月26日の北海道庁設置まで、「札幌県、函館県、根室県」の3県と農商務省北海道事業管理局が置かれた三県一局時代があった。
長野県
筑摩県が分割されて長野県に編入されて以来、分割を求める動きが度々出ている。両県の合併後、県内地理教育唱歌として作られた「信濃の国」が事実上の県歌として広く歌われ、県民意識統合の象徴とされた（1968年、正式に県歌として制定）。
福井県
2006年（平成18年）3月上旬に、嶺南（若狭地方）に当たる当時の敦賀市長や小浜市長が「（もし道州制が敷かれる際に、）嶺北（越前地方）が北陸州へ入るなら、嶺北とは縁を切っても近畿州へ入る」と発言し、嶺南の福井県からの脱退を示唆していた。
兵庫県
五畿七道（五畿八道）のうち畿内・山陰道・山陽道・南海道に跨り（47都道府県中最多）、令制国では摂津国・丹波国・但馬国・播磨国・美作国・備前国・淡路国の7ヶ国に跨り（北海道の11ヶ国に次ぐ）、それぞれ異なる歴史や風土を持っているために分離論があった。7つの国境、6つの共和国、5つの民族、4つの言語、3つの宗教、2つの文字、1つの国家と形容された「ユーゴスラビア」になぞらえた「ヒョーゴスラビア」という渾名さえある。
山口県下関市、福岡県北九州市
関門海峡の両岸に位置する下関市と北九州市が合併して、山口県や福岡県、さらには道州制の州にも属しない「関門特別市」を結成する動きがあった。

## 都道府県一覧
地図上の配置を示す。北海道と沖縄県は別枠とした。
上の地図で不明瞭、または省略されている主な離島の所属は以下の通り。
- 択捉島、国後島、色丹島 - 北海道
- 礼文島、利尻島、奥尻島 - 北海道
- 佐渡島 - 新潟県
- 伊豆諸島、小笠原諸島 - 東京都
- 隠岐諸島 - 島根県
- 淡路島 - 兵庫県
- 備讃諸島 - 岡山県、香川県
- 芸予諸島 - 広島県、愛媛県
- 防予諸島 - 山口県、愛媛県
- 対馬、壱岐、平戸島、五島列島 - 長崎県
- 天草諸島 - 熊本県、鹿児島県
- 甑島列島 - 鹿児島県
- 薩南諸島（大隅諸島、トカラ列島、奄美群島） - 鹿児島県
- 琉球諸島（沖縄諸島、先島諸島）、大東諸島 - 沖縄県

### 地方別
以下に現代の日本の初等教育で扱われる地方区分ごとに分類した都道府県の一覧を示す。このほかの地方区分については日本の地域を参照。
|        | 島嶼           | 地方                                                           | 都道府県 |
| 北海道 | 北海道地方     | 北海道                                                         |          |
| 本州   | 東北地方       | 青森県 岩手県 宮城県 秋田県 山形県 福島県                      |          |
| 本州   | 関東地方       | 茨城県 栃木県 群馬県 埼玉県 千葉県 東京都 神奈川県             |          |
| 本州   | 中部地方       | 新潟県 富山県 石川県 福井県 山梨県 長野県 岐阜県 静岡県 愛知県 |          |
| 本州   | 近畿地方       | 三重県 滋賀県 京都府 大阪府 兵庫県 奈良県 和歌山県             |          |
| 本州   | 中国地方       | 鳥取県 島根県 岡山県 広島県 山口県                             |          |
| 四国   | 四国地方       | 徳島県 香川県 愛媛県 高知県                                    |          |
| 九州   | 九州・沖縄地方 | 福岡県 佐賀県 長崎県 熊本県 大分県 宮崎県 鹿児島県 沖縄県      |          |

### 基礎データ
- 最大都市は各都道府県内で最多の人口を有する都市。(最新の推計人口。北海道は住民基本台帳人口。)
- 人口および人口密度は2020年（令和2年）10月1日時点の国勢調査、面積は同年の国土交通省国土地理院が公表した「全国都道府県市区町村別面積調」による。いずれも北方領土と竹島は除く。
- 市町村数は最後の変更があった2014年（平成26年）4月5日時点。政令指定都市の行政区は除き、東京都の特別区は含む。北方領土は除く。
- 国会定数は2022年（令和4年）7月時点。※印：参議院議員の定数は、鳥取県と島根県、徳島県と高知県がそれぞれ合区で2議席。

| ISO JIS番号 | 都道府県 | 読み         | 都道府県庁所在地 | 最大都市   | 旗           | 地方   | 人口 (人)  | 面積 (km2) | 人口密度 (人/km2) | 市町村数 | 国会定数 衆 / 参 |
| ----------- | -------- | ------------ | ---------------- | ---------- | ------------ | ------ | ---------- | ---------- | ----------------- | -------- | ---------------- |
| 01          | 北海道   | ほっかいどう | 札幌市           | 札幌市     | 北海道の旗   | 北海道 | 5,224,614  | 83,424.44  | 66.6              | 179      | 12 / 6           |
| 02          | 青森県   | あおもりけん | 青森市           | 青森市     | 青森県の旗   | 東北   | 1,237,984  | 9,645.64   | 128.4             | 40       | 03 / 2           |
| 03          | 岩手県   | いわてけん   | 盛岡市           | 盛岡市     | 岩手県の旗   | 東北   | 1,210,534  | 15,275.01  | 79.3              | 33       | 03 / 2           |
| 04          | 宮城県   | みやぎけん   | 仙台市           | 仙台市     | 宮城県の旗   | 東北   | 2,301,996  | 7,282.29   | 316.1             | 35       | 05 / 2           |
| 05          | 秋田県   | あきたけん   | 秋田市           | 秋田市     | 秋田県の旗   | 東北   | 959,502    | 11,637.52  | 82.5              | 25       | 03 / 2           |
| 06          | 山形県   | やまがたけん | 山形市           | 山形市     | 山形県の旗   | 東北   | 1,068,027  | 9,323.15   | 114.6             | 35       | 03 / 2           |
| 07          | 福島県   | ふくしまけん | 福島市           | 郡山市     | 福島県の旗   | 東北   | 1,833,152  | 13,784.14  | 133.0             | 59       | 04 / 2           |
| 08          | 茨城県   | いばらきけん | 水戸市           | 水戸市     | 茨城県の旗   | 関東   | 2,867,009  | 6,097.39   | 470.2             | 44       | 07 / 4           |
| 09          | 栃木県   | とちぎけん   | 宇都宮市         | 宇都宮市   | 栃木県の旗   | 関東   | 1,933,146  | 6,408.09   | 301.7             | 25       | 05 / 2           |
| 10          | 群馬県   | ぐんまけん   | 前橋市           | 高崎市     | 群馬県の旗   | 関東   | 1,939,110  | 6,362.28   | 304.8             | 35       | 05 / 2           |
| 11          | 埼玉県   | さいたまけん | さいたま市       | さいたま市 | 埼玉県の旗   | 関東   | 7,344,765  | 3,797.75   | 1,934.0           | 63       | 16 / 8           |
| 12          | 千葉県   | ちばけん     | 千葉市           | 千葉市     | 千葉県の旗   | 関東   | 6,284,480  | 5,157.57   | 1,218.5           | 54       | 14 / 6           |
| 13          | 東京都   | とうきょうと | 東京都区部       | 東京都区部 | 東京都の旗   | 関東   | 14,047,594 | 2,194.03   | 6,402.6           | 62       | 30 / 12          |
| 14          | 神奈川県 | かながわけん | 横浜市           | 横浜市     | 神奈川県の旗 | 関東   | 9,237,337  | 2,416.11   | 3,823.2           | 33       | 20 / 8           |
| 15          | 新潟県   | にいがたけん | 新潟市           | 新潟市     | 新潟県の旗   | 中部   | 2,201,272  | 12,583.96  | 174.9             | 30       | 05 / 2           |
| 16          | 富山県   | とやまけん   | 富山市           | 富山市     | 富山県の旗   | 中部   | 1,034,814  | 4,247.58   | 243.6             | 15       | 03 / 2           |
| 17          | 石川県   | いしかわけん | 金沢市           | 金沢市     | 石川県の旗   | 中部   | 1,132,526  | 4,186.21   | 270.5             | 19       | 03 / 2           |
| 18          | 福井県   | ふくいけん   | 福井市           | 福井市     | 福井県の旗   | 中部   | 766,863    | 4,190.52   | 183.0             | 17       | 02 / 2           |
| 19          | 山梨県   | やまなしけん | 甲府市           | 甲府市     | 山梨県の旗   | 中部   | 809,974    | 4,465.27   | 181.4             | 27       | 02 / 2           |
| 20          | 長野県   | ながのけん   | 長野市           | 長野市     | 長野県の旗   | 中部   | 2,048,011  | 13,561.56  | 151.0             | 77       | 05 / 2           |
| 21          | 岐阜県   | ぎふけん     | 岐阜市           | 岐阜市     | 岐阜県の旗   | 中部   | 1,978,742  | 10,621.29  | 186.3             | 42       | 05 / 2           |
| 22          | 静岡県   | しずおかけん | 静岡市           | 浜松市     | 静岡県の旗   | 中部   | 3,633,202  | 7,777.35   | 467.2             | 35       | 08 / 4           |
| 23          | 愛知県   | あいちけん   | 名古屋市         | 名古屋市   | 愛知県の旗   | 中部   | 7,542,415  | 5,173.07   | 1,458.0           | 54       | 16 / 8           |
| 24          | 三重県   | みえけん     | 津市             | 四日市市   | 三重県の旗   | 近畿   | 1,770,254  | 5,774.49   | 306.6             | 29       | 03 / 2           |
| 25          | 滋賀県   | しがけん     | 大津市           | 大津市     | 滋賀県の旗   | 近畿   | 1,413,610  | 4,017.38   | 351.9             | 19       | 04 / 2           |
| 26          | 京都府   | きょうとふ   | 京都市           | 京都市     | 京都府の旗   | 近畿   | 2,578,087  | 4,612.20   | 559.0             | 26       | 06 / 4           |
| 27          | 大阪府   | おおさかふ   | 大阪市           | 大阪市     | 大阪府の旗   | 近畿   | 8,837,685  | 1,905.32   | 4,638.4           | 43       | 19 / 8           |
| 28          | 兵庫県   | ひょうごけん | 神戸市           | 神戸市     | 兵庫県の旗   | 近畿   | 5,465,002  | 8,401.02   | 650.5             | 41       | 12 / 6           |
| 29          | 奈良県   | ならけん     | 奈良市           | 奈良市     | 奈良県の旗   | 近畿   | 1,324,473  | 3,690.94   | 358.8             | 39       | 03 / 2           |
| 30          | 和歌山県 | わかやまけん | 和歌山市         | 和歌山市   | 和歌山県の旗 | 近畿   | 922,584    | 4,724.65   | 195.3             | 30       | 02 / 2           |
| 31          | 鳥取県   | とっとりけん | 鳥取市           | 鳥取市     | 鳥取県の旗   | 中国   | 553,407    | 3,507.14   | 157.8             | 19       | 02 / ※           |
| 32          | 島根県   | しまねけん   | 松江市           | 松江市     | 島根県の旗   | 中国   | 671,126    | 6,707.89   | 100.1             | 19       | 02 / ※           |
| 33          | 岡山県   | おかやまけん | 岡山市           | 岡山市     | 岡山県の旗   | 中国   | 1,888,432  | 7,114.33   | 265.4             | 27       | 04 / 2           |
| 34          | 広島県   | ひろしまけん | 広島市           | 広島市     | 広島県の旗   | 中国   | 2,799,702  | 8,479.65   | 330.2             | 23       | 06 / 4           |
| 35          | 山口県   | やまぐちけん | 山口市           | 下関市     | 山口県の旗   | 中国   | 1,342,059  | 6,112.54   | 219.6             | 19       | 03 / 2           |
| 36          | 徳島県   | とくしまけん | 徳島市           | 徳島市     | 徳島県の旗   | 四国   | 719,559    | 4,146.75   | 173.5             | 24       | 02 / ※           |
| 37          | 香川県   | かがわけん   | 高松市           | 高松市     | 香川県の旗   | 四国   | 950,244    | 1,876.78   | 506.3             | 17       | 03 / 2           |
| 38          | 愛媛県   | えひめけん   | 松山市           | 松山市     | 愛媛県の旗   | 四国   | 1,334,841  | 5,676.19   | 235.2             | 20       | 03 / 2           |
| 39          | 高知県   | こうちけん   | 高知市           | 高知市     | 高知県の旗   | 四国   | 691,527    | 7,103.63   | 97.4              | 34       | 02 / ※           |
| 40          | 福岡県   | ふくおかけん | 福岡市           | 福岡市     | 福岡県の旗   | 九州   | 5,135,214  | 4,986.51   | 1,029.8           | 60       | 11 / 6           |
| 41          | 佐賀県   | さがけん     | 佐賀市           | 佐賀市     | 佐賀県の旗   | 九州   | 811,442    | 2,440.69   | 332.5             | 20       | 02 / 2           |
| 42          | 長崎県   | ながさきけん | 長崎市           | 長崎市     | 長崎県の旗   | 九州   | 1,312,317  | 4,130.98   | 317.7             | 21       | 03 / 2           |
| 43          | 熊本県   | くまもとけん | 熊本市           | 熊本市     | 熊本県の旗   | 九州   | 1,738,301  | 7,409.46   | 234.6             | 45       | 04 / 2           |
| 44          | 大分県   | おおいたけん | 大分市           | 大分市     | 大分県の旗   | 九州   | 1,123,852  | 6,340.76   | 177.2             | 18       | 03 / 2           |
| 45          | 宮崎県   | みやざきけん | 宮崎市           | 宮崎市     | 宮崎県の旗   | 九州   | 1,069,576  | 7,735.22   | 138.3             | 26       | 03 / 2           |
| 46          | 鹿児島県 | かごしまけん | 鹿児島市         | 鹿児島市   | 鹿児島県の旗 | 九州   | 1,588,256  | 9,187.06   | 172.9             | 43       | 04 / 2           |
| 47          | 沖縄県   | おきなわけん | 那覇市           | 那覇市     | 沖縄県の旗   | 沖縄   | 1,467,480  | 2,282.59   | 642.9             | 41       | 04 / 2           |

## 名称

### 命名根拠
|       | 庁府県   | 庁舎が所在する郡 | 所在地 | 現在の所在地 |
| ----- | -------- | ---------------- | ------ | ------------ |
|       | 北海道庁 | 札幌郡           | 札幌   |              |
| 東 北 | 青森県   | 津軽郡           | 青森   |              |
| 東 北 | 岩手県   | 岩手郡           | 盛岡   |              |
| 東 北 | 宮城県   | 宮城郡           | 仙台   |              |
| 東 北 | 秋田県   | 秋田郡           | 秋田   |              |
| 東 北 | 山形県   | 村山郡           | 山形   |              |
| 東 北 | 福島県   | 信夫郡           | 福島   |              |
| 関 東 | 茨城県   | 茨城郡           | 水戸   |              |
| 関 東 | 栃木県   | 都賀郡           | 栃木   | 宇都宮       |
| 関 東 | 群馬県   | 群馬郡           | 高崎   | 前橋         |
| 関 東 | 埼玉県   | 埼玉郡           | 岩槻   | さいたま     |
| 関 東 | 千葉県   | 千葉郡           | 千葉   |              |
| 関 東 | 東京府   | 豊島郡           | 東京   | 新宿         |
| 関 東 | 神奈川府 | 橘樹郡           | 神奈川 | 横浜         |
| 中 部 | 新潟府   | 蒲原郡           | 新潟   |              |
| 中 部 | 富山県   | 新川郡           | 富山   |              |
| 中 部 | 石川県   | 石川郡           | 美川   | 金沢         |
| 中 部 | 福井県   | 足羽郡           | 福井   |              |
| 中 部 | 山梨県   | 山梨郡           | 甲府   |              |
| 中 部 | 長野県   | 水内郡           | 長野   |              |
| 中 部 | 岐阜県   | 厚見郡           | 岐阜   |              |
| 中 部 | 静岡県   | 安倍郡           | 静岡   |              |
| 中 部 | 愛知県   | 愛知郡           | 名古屋 |              |
| 近 畿 | 三重県   | 三重郡           | 四日市 | 津           |
| 近 畿 | 滋賀県   | 滋賀郡           | 大津   |              |
| 近 畿 | 京都府   | 葛野郡           | 京都   |              |
| 近 畿 | 大阪府   | 東成郡           | 大阪   |              |
| 近 畿 | 兵庫県   | 八部郡           | 兵庫   | 神戸         |
| 近 畿 | 奈良県   | 添上郡           | 奈良   |              |
| 近 畿 | 和歌山県 | 名草郡           | 和歌山 |              |
| 中 国 | 鳥取県   | 邑美郡           | 鳥取   |              |
| 中 国 | 島根県   | 島根郡           | 松江   |              |
| 中 国 | 岡山県   | 御野郡           | 岡山   |              |
| 中 国 | 広島県   | 沼田郡           | 広島   |              |
| 中 国 | 山口県   | 吉敷郡           | 山口   |              |
| 四 国 | 徳島県   | 名東郡           | 徳島   |              |
| 四 国 | 香川県   | 香川郡           | 高松   |              |
| 四 国 | 愛媛県   | 温泉郡           | 松山   |              |
| 四 国 | 高知県   | 土佐郡           | 高知   |              |
| 九 州 | 福岡県   | 早良郡           | 福岡   |              |
| 九 州 | 佐賀県   | 佐賀郡           | 佐賀   |              |
| 九 州 | 長崎府   | 彼杵郡           | 長崎   |              |
| 九 州 | 熊本県   | 飽田郡           | 熊本   |              |
| 九 州 | 大分県   | 大分郡           | 府内   | 大分         |
| 九 州 | 宮崎県   | 宮崎郡           | 上別府 | 宮崎         |
| 九 州 | 鹿児島県 | 鹿児島郡         | 鹿児島 |              |
|       | 沖縄県   | 島尻郡           | 那覇   |              |

表（庁府県設置当時の庁舎所在地と郡）からも明らかなように、都道府県の名称の原則は庁舎所在地である。ただし、都道府県の名称の根拠となった地名が以下に該当する場合には都道府県の名称は庁舎所在地の現在の市町村の名称と一致しない。
- 庁舎所在地の「都市の名称」と一致しない「郡の名称」である場合（表で「庁舎が所在する郡」欄が青系に着色されている府県、ただし都市の名称を後から名称を変更した2県を除く）[注 12]。
- 庁舎の現在の所在地ではない場合（栃木県・群馬県・埼玉県・三重県）[注 11][注 13][注 14]。
- 都市合併などにより「市」としては現存しない場合（東京都・神奈川県・兵庫県）。
- 「都市の名称」でも「郡の名称」でもない場合（北海道・愛媛県・沖縄県）[注 15]。

1888年（明治21年）以降都道府県の名称の地名部分に変更が無く、都道府県の名称が定着した現在においては、都道府県の名称の地名部分のみで都道府県の区域全体を指す（例えば「青森」で青森という都市ではなく青森県の区域全体を指す）用法が一般に用いられるが、本来は区域の一部分のみを示す地名である。特に県の名称が庁舎所在地の市の名称と一致しない場合には、県の名称が元々から領域全体を指す地名であると誤解されていることが多い。現行の都道府県の名称の地名部分が都道府県の区域全体を示しているのは北海道と愛媛県のみである。
都府県の名称に庁舎所在地を用いる原則は、府藩県三治制における命名規則を廃藩置県後にも継承したものと考えられる。江戸時代を通じて藩の命名に統一方針があったとは認められず（そもそも「藩」という呼称自体が当時の正式なものではない）、城下町名（例えば「鹿児島藩」）、令制国名などの広域地名（例えば「薩摩藩」）、藩主の姓（例えば「島津藩」）のいずれを称するかは定まっていなかった。庁舎所在地の都市名や村名（ごく一部で例外的に郡名、県や府では令制国名も使用）を用いる命名のみが専ら用いられるようになったのは府藩県三治制以降である。
その後、廃藩置県直後の第1次府県統合の際およびその直後（約7箇月以内）に、「都市の名称」に基づく県名を「郡の名称」などに改称した事例が数多くあり、その具体的な理由は必ずしも明らかでない。なお、この改称が戊辰戦争における「順逆」を表示するという明確な政治的意思に基づいて行われたとする説（賞罰的県名説）があるが、この説には「順逆」の評価基準が明確でない、政治的意思の存在が論証できないなどの問題点がある。
第1次府県統合直後の名称の変更以降、府県庁舎の移転に伴わない府県の名称の変更は例外的である。統廃合に際しても、いずれかの県庁舎が継承される場合には、その府県の名称も継承している（廃藩置県#第1次府県統合から第2次府県統合までの異動の「統合」「編入」および廃藩置県#第2次府県統合の「編入」参照）。明白な例外は、管轄地域全体を象徴する「雅称」を県名とした石鉄県と神山県が合併する際に新たな「雅称」として愛媛県と命名した事例と、同じく「雅称」であった白川県を原則通りの熊本県に名称を変更した事例の2例のみである。例外に準ずる事例も、廃止された新川県・足羽県・名東県を復活する際に元の県名ではなく富山県・福井県・徳島県とした3例に限られる。第2次府県統合以降には、県庁舎を他の都市に移転した事例（栃木県）や府県の名称の根拠となる地名が消滅した事例（島根郡や神奈川町の合併消滅など）においても府県の名称は変更されていない。

### 省略表現
都道府県名の省略表記として、行政機関の種別を示す「都」・「府」・「県」を省いて地名部分のみにした「青森」「東京」のような呼び方も用いられる。ただし北海道は「地名+機関種別」という構造の呼称ではなく、それ自体が地名である「北海道」を行政機関名としても使っているものであるため、「北海」だけを切り分けて使うことはない。（参照:北海道#概要）
また、主に文字数が限られる新聞の見出しなどの場面で、来訪を表す「来」や帰着を表す「帰」などと都道府県地名の1文字を組み合わせた二字熟語、たとえば「来熊」（熊本県）、「帰阪」（大阪府）、「在京」（東京都、京都府）などの表現が使用されることがある。（参照:二字熟語による往来表現の一覧）

### 都道府県の英訳名
都道府県の英語訳としては『prefecture』が使われるが、この単語はラテン語の「praefectura」が語源であり「上位者が管理する区域や職務」を意味している。このため語源からは「管理」や「支配」のニュアンスがあり、中央政府から派遣される県知事（prefect）の管轄範囲という語感を伴っており（類似例: フランス）、戦前の内務官僚知事制度の時代にはニュアンスと実態が一致していたが、知事公選制となった戦後においてはこの単語は語感に沿わないものになっているものの代替する英語が提示されることなく戦前からの慣例で現在まで使われ続けている。
樺太庁は外地である期間のほうが長かったが、台湾や朝鮮とは異なり内地水準の『prefecture』で呼ばれた。北海道は国土地理院「地名等の英語表記規定」によればHokkaido prefectureであり一種の重言となっている。戦前の北海道庁も『prefecture』を用いていた。東京都の場合は『metropolis』が用いられるが京都府は『Kyoto prefecture』である。

## シンボル
多くの都道府県は都道府県旗、都道府県章、シンボルマークなどを制定している。これらは国民体育大会などの行事で用いられるほか、都道府県の施設で掲揚されたり、都道府県が管理する施設の標識に用いられたりしている。
また多くの都道府県では、「県の花」、「県の木」、「県の鳥」を定めている。中には、「県の魚」「県の獣」を定めているところもある。詳細は都道府県のシンボルの一覧を参照。
そのほかのシンボルについては、以下を参照。
- 歌 - 都道府県民歌
- 記念日 - 都道府県民の日
- マスコットキャラクター - 都道府県のマスコット
- 石 - 県の石

## 関連項目

2020年（令和2年）時点の都道府県別人口を表した図。
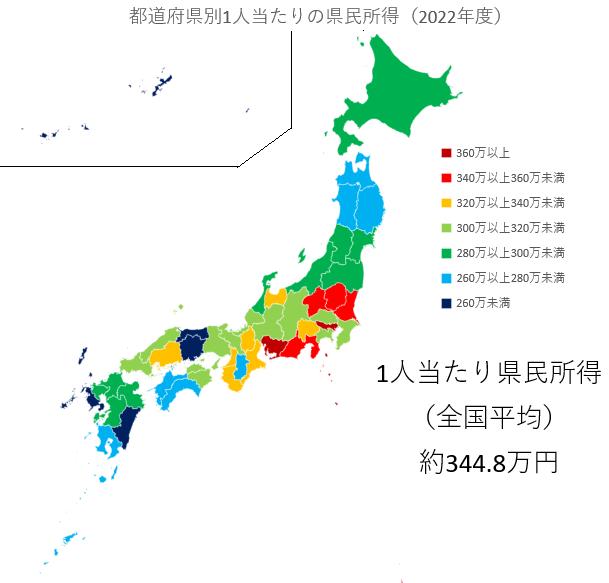
2019年（令和元年）時点の1人当たり県民所得を表した図。
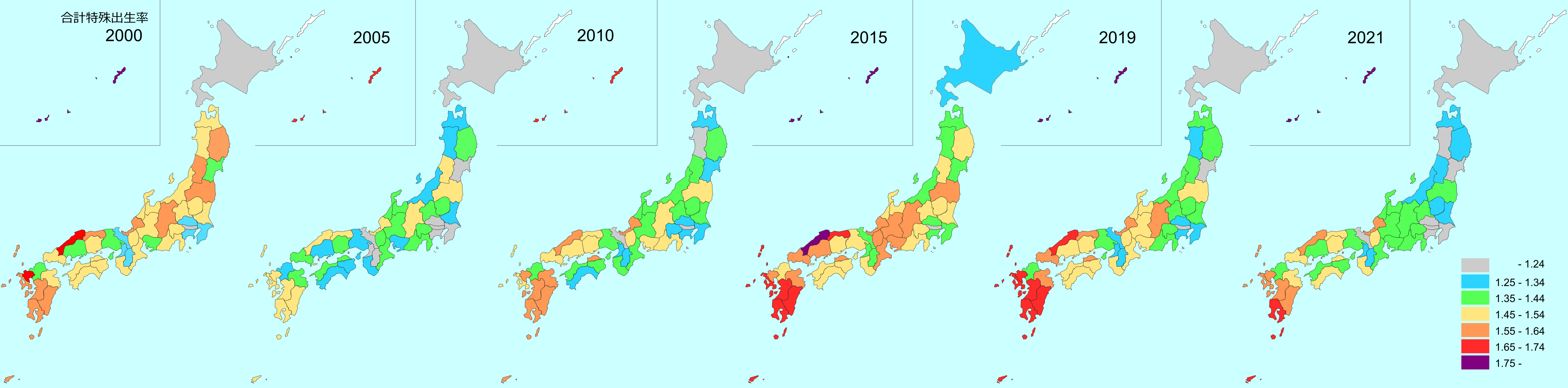
2000年（平成12年）、 2005年（平成17年）、 2010年（平成22年）、 2018年（平成30年）時点の都道府県別合計特殊出生率を表した図。